# کارل هان
کارل هان (آلمانی: Carl Hahn؛ زاده ۱ ژوئیهٔ ۱۹۲۶ – درگذشته ۱۴ ژانویه ۲۰۲۳) کارآفرین و مدیر اجرایی بازنشسته اهل آلمان بود، که در فاصله سالهای ۱۹۸۲ تا ۱۹۹۳ مدیرعاملی گروه فولکس‌واگن را برعهده داشت.
کارل هان در ۱۴ ژانویه ۲۰۲۳، در سن ۹۶ سالگی درگذشت.